# Muhammadu Buhari
Muhammadu Buhari (17. prosince 1942 Daura, Britská Nigérie – 13. července 2025 Londýn, Velká Británie) byl nigerijský prezident a generálmajor nigerijské armády. Po vojenském puči byl od 31. prosince 1983 do 27. srpna 1985 předsedou Nejvyšší vojenské rady Nigérie.
Jako oponent vládnoucího prezidenta Goodlucka Jonathana kandidoval v prezidentských volbách, které proběhly 28. března 2015. Podle oficiálních výsledků dostal více než 15,4 milionu hlasů, o 2,5 milionu víc než poražený Goodluck Jonathan. Úřad převzal 29. května.
Do druhého volebního období byl zvolen 25. února 2019, když porazil kandidáta opozice Atiku Abubakara.